# Parit (Karimun)
Parit is een bestuurslaag in het regentschap Karimun   van de provincie Riau-archipel, Indonesië. Parit telt 2.349 inwoners (volkstelling 2010).